# Scotland County (Missouri)
Das Scotland County ist ein County im US-amerikanischen Bundesstaat Missouri. Im Jahr 2020 hatte das County 4716 Einwohner und eine Bevölkerungsdichte von 4,2 Einwohnern pro Quadratkilometer. Der Verwaltungssitz (County Seat) ist Memphis.

## Geographie
Das County liegt im äußersten Norden von Missouri und grenzt an Iowa. Es hat eine Fläche von 1138 Quadratkilometern, wovon 2 Quadratkilometer Wasserfläche sind. An das Scotland County grenzen folgende Nachbarcountys:
| Davis County (Iowa) |             | Van Buren County (Iowa) |
| Schuyler County     |             | Clark County            |
| Adair County        | Knox County |                         |

## Geschichte
Das Scotland County wurde 1841 aus Teilen des Lewis County gebildet. Benannt wurde es nach Schottland, der Herkunft vieler Einwanderer.

## Demografische Daten
Nach der Volkszählung im Jahr 2010 lebten im Scotland County 4843 Menschen in 1980 Haushalten. Die Bevölkerungsdichte betrug 4,3 Einwohner pro Quadratkilometer. In den 1980 Haushalten lebten statistisch je 2,38 Personen.
Ethnisch betrachtet setzte sich die Bevölkerung zusammen aus 98,6 Prozent Weißen, 0,1 Prozent Afroamerikanern, 0,2 Prozent amerikanischen Ureinwohnern, 0,2 Prozent Asiaten sowie aus anderen ethnischen Gruppen; 0,5 Prozent stammten von zwei oder mehr Ethnien ab. Unabhängig von der ethnischen Zugehörigkeit waren 0,7 Prozent der Bevölkerung spanischer oder lateinamerikanischer Abstammung.
28,1 Prozent der Bevölkerung waren unter 18 Jahre alt, 53,8 Prozent waren zwischen 18 und 64 und 18,1 Prozent waren 65 Jahre oder älter. 51,4 Prozent der Bevölkerung war weiblich.

Das jährliche Durchschnittseinkommen eines Haushalts lag bei 39.722 USD. Das Pro-Kopf-Einkommen betrug 19.895 USD. 19,5 Prozent der Einwohner lebten unterhalb der Armutsgrenze.

## Ortschaften im Scotland County
City
- Memphis

Villages
- Arbela
- Granger
- South Gorin
- Rutledge

Unincorporated Communitys
| - Azen - Bible Grove - Brock | - Crawford - Etna - Hitt | - Kilwinning - Prospect Grove - Sand Hill |

## Gliederung
Das Scotland County ist in zehn Townships eingeteilt:
| Township                | Einwohner (2010) | FIPS     |
| ----------------------- | ---------------- | -------- |
| Harrison Township       | 351              | 29-30574 |
| Jefferson Township      | 2501             | 29-36980 |
| Johnson Township        | 204              | 29-37466 |
| Miller Township         | 137              | 29-48314 |
| Mount Pleasant Township | 112              | 29-50618 |

| Township           | Einwohner (2010) | FIPS     |
| ------------------ | ---------------- | -------- |
| Sand Hill Township | 380              | 29-65828 |
| Thomson Township   | 345              | 29-73060 |
| Tobin Township     | 162              | 29-73492 |
| Union Township     | 448              | 29-74986 |
| Vest Township      | 203              | 29-75958 |

## Bekannte Bewohner
- Ella Ewing (1872–1913), Riesin und Sideshow-Darstellerin